# Heinrich Ebner
Heinrich Ebner (* 29. November 1939 in Wien) ist ein österreichischer Photogrammeter und Geodät. Von 1977 bis 2003 war er Ordinarius für Photogrammetrie und Fernerkundung an der Technischen Universität München.

## Leben
Heinrich Ebner wurde in Wien geboren und besuchte dort die Volksschule, das Gymnasium sowie die Ingenieurschule für Tiefbau. Von 1959 bis 1964 studierte er Vermessungswesen an der TH Wien, anschließend ging er zur Firma Carl Zeiss ins baden-württembergische Oberkochen. Ab Anfang 1967 war er als Wissenschaftlicher Assistent am Institut für Photogrammetrie der Universität Stuttgart unter Professor Friedrich Ackermann tätig, wo er 1969 mit dem Thema „Genauigkeitsuntersuchung zur photogrammetrischen Sternkoordinatenbestimmung durch geschlossenen Blockausgleich“ promovierte.
Nach seiner Habilitation 1972 (ebenfalls in Stuttgart) bewarb er sich 1974 für den Lehrstuhl für Photogrammetrie der TH Wien, den allerdings sein Stuttgarter Kollege Karl Kraus erhielt. Wenig später war das Ordinariat für Photogrammetrie an der TU München vakant und Ebner wurde zum 1. Januar 1977 dorthin berufen.
Von 1992 bis 1996 war er Präsident der Kommission III „Theory and Algorithms“ der International Society for Photogrammetry and Remote Sensing (ISPRS).
2003 wurde Ebner emeritiert, sein Nachfolger an der TU München wurde Uwe Stilla.
Heinrich Ebner ist seit 1963 verheiratet.

## Forschungsgebiete
In seinen Stuttgarter Zeiten in den 1960er- und 1970er-Jahren forschte Ebner im Bereich der Aerotriangulation. Weitere Forschungsgebiete Ebners waren im Bereich der Ausgleichungsrechnung die a-posteriori-Varianzkomponentenschätzung sowie Digitale Geländemodelle und ab Mitte der 1980er-Jahre die digitale Photogrammetrie mit automatischer Bildzuordnung, digitaler Orthoprojektion und automatischer Bildinterpretation. Bei Letzterer ist vor allem die automatische Extraktion von Straßendaten aus digitalen Luftbildern zu nennen.

## Ehrungen und Auszeichnungen
- 2003: Ehrendoktorwürde der Gottfried Wilhelm Leibniz Universität Hannover[3]
- 1998: Friedrich Hopfner-Medaille[4]
- 1972: Otto-von-Gruber-Preis der Deutschen Gesellschaft für Photogrammetrie, Fernerkundung und Geoinformation[5]